# Шимонкаи, Лайош
Лайош Шимонкаи (венг. Simonkai Lájos, при рождении Ludwig Philipp Simkovics; 1851—2 января 1910) — венгерский ботаник, исследователь флоры Венгрии.

## Биография
Родился в 1851 году в Ньиредьхазе, рано потерял отца. Там же начал своё высшее образование, затем продолжил его в Прешовском университете, а заканчивал в Будапеште под руководством В. Борбаша. В 1874 году он получил право преподавания в средних школах и в том же году защитил докторскую диссертацию. С 1875 года был учителем средней школы в Надь Вараде, в 1880 году был переведён в Панчево, а затем в Арад. 1883—1884 учебный год он провёл в Вене, изучая ботанику под руководством А. Кернера и Юлиуса фон Визнера. С 1886 года публикует свои работы под именем Lájos Simonkai. В 1891 году становится преподавателем гимназии VII района Будапешта, а с 1892 года и до конца своей жизни читает лекции по геоботанике в Будапештском университете. В гимназии он работает до 1908 года, когда выходит на пенсию, чтобы отдать всё своё время занятиям дендрологией.

## Вклад в науку
Лайош Шимонкаи описал около 500 новых таксонов, полный перечень которых дан в работе Jenő Béla Kümmerle «Nomenclator Simonkaianus».

## Растения, названные в честь Л. Шимонкаи
- Draba simonkaiana Jav., 1910
- Knautia ×simonkaiana Szabó, 1910
- Aconitum simonkaianum Gáyer, 1907